# Anguidae
Gli Anguidi (Anguidae Gray, 1825) sono una famiglia di sauri nativi dell'emisfero settentrionale.

## Descrizione
I caratteri che accomunano le varie specie di anguidi sono principalmente l'arco sovratemporale abbassato, una piega laterale nella pelle (nella maggior parte delle specie), le striature sulle facce mediali delle corone dei denti, e osteodermi sulla pelle ventrale; mentre le squame rettangolari, solitamente variopinte, rendono la pelle più dura e resistente. La testa ha una forma triangolare, simile a quella della vipera, e possiede una notevole forza nella mascella. Una anguidae può variare la sua lunghezza da 10 centimetri a più di 1 metro. Nelle specie della sottofamiglia "Anguinae" le zampe sono generalmente assenti.

## Biologia
Le specie più piccole sono solite mangiare insetti e aracnidi di piccola taglia, mentre gli esemplari più massicci mangiano anche anfibi e piccoli di mammifero.

## Tassonomia
Comprende 2 sottofamiglie con 10 generi e 72 specie:
- sottofamiglia Anguinae Gray, 1825
  - Anguis Linnaeus, 1758
  - Dopasia Gray, 1853
  - Ophisaurus Daudin, 1803
  - Pseudopus Merrem, 1820
- sottofamiglia Gerrhonotinae McDowell & Bogert, 1954
  - Abronia Gray, 1838
  - Barisia Gray, 1838
  - Coloptychon Tihen, 1949
  - Elgaria Gray, 1838
  - Gerrhonotus Wiegmann, 1828
  - Mesaspis Cope, 1877

## Distribuzione e habitat
Le Anguine si trovano in Europa, Asia, Nord America e in Africa settentrionale; le Gerrhonotine in nord-centro America.